# Teste rotonde

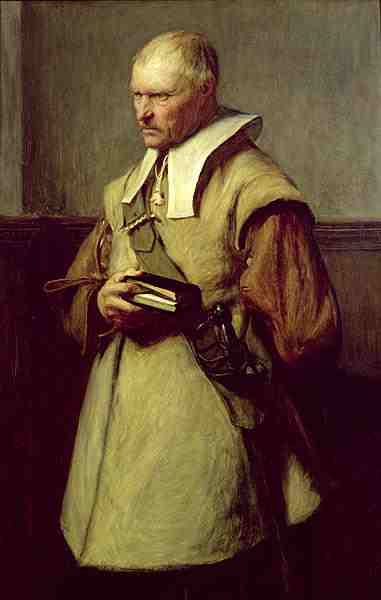
Testa rotonda, dipinto di John Pettie

Teste rotonde (in inglese Roundhead) fu il soprannome dato ai puritani che sostenevano il Parlamento durante la guerra civile inglese. Erano guidati da Oliver Cromwell. I loro nemici, i sostenitori del re Carlo I, erano invece detti Cavalieri.

## Storia
In tempo di guerra e negli anni immediatamente successivi, "testa rotonda" era un termine di derisione e nel New Model Army era un'offesa punibile chiamare così un altro soldato.
Il nome rimase in uso per descrivere tutti quelli di tendenza repubblicana fin dopo la Gloriosa rivoluzione del 1688.
Alla fine le "teste rotonde" vinsero la guerra civile nel 1651; Carlo I fu decapitato nel 1649.

## Origine del termine
(conte di Clarendon, History of the Rebellion, vol. IV, p. 121)
Alcuni puritani, anche se non tutti, portavano i capelli tagliati corti attorno alla testa e contrastavano ovviamente con la moda di corte del 1600-1650 che voleva lunghi capelli ricci.
Il soprannome sembra sia stato utilizzato inizialmente come termine derisorio, quando verso la fine del 1641 i dibattiti in Parlamento sul Bishops Exclusion Bill si trasformarono in risse a Westminster. Una fonte, parlando della folla che si radunava, osserva: "In pochi avevano capelli che scendevano sotto le orecchie, mentre quelli che di solito si univano alle grida a Westminster erano soprannominati Roundheads."
Secondo John Rushworth (Historical Collections), questa parola fu utilizzata la prima volta il 27 dicembre 1641 da un ufficiale in congedo, di nome David Hide, che durante una rivolta si dice abbia sfoderato la spada, dicendo che "avrebbe tagliato la gola di quei cani dalle teste rotonde che latravano contro i vescovi."
"Alla vigilia della ribellione parlamentare che pose fine al tentativo assolutista di Carlo I, per chi sosteneva il re e considerava la propria capigliatura fluente un segno di aristocratica distinzione definire "testa rotonda" un esponente parlamentarista dello schieramento puritano non era certamente un complimento: l'allusione alla «testa rotonda», che probabilmente intendeva avanzare dubbi sull'intelligenza dell'avversario, prendeva spunto dallo spartano taglio di capelli che sembra fosse in voga fra gli appartenenti alle diverse tendenze parlamentariste riunite nei gruppi radicali legati al nonconformismo religioso (e tra cui alcuni repubblicani) degli Indipendenti, dei Livellatori, degli Zappatori."